# Talakivka
Talakivka (ukrajinsky Талаківка, rusky Талаковка) je sídlo městského typu v Doněcké oblasti na Ukrajině. Leží na břehu Kalmiusu přibližně 15 km severovýchodně od centra přístavního města Mariupol. V roce 2022 zde žilo 3 832 obyvatel. 
Po zahájení ruské invaze na Ukrajinu město na přelomu února a března 2022 obsadily Ozbrojené síly Ruské federace postupující v rámci bitvy o Mariupol.